# Qualificazioni alla Coppa del Mondo di rugby 2019 - Europa
Le qualificazioni europee alla Coppa del Mondo di rugby 2019 si tennero tra il 2016 e il 2018 e riguardarono 30 squadre nazionali europee che dovettero esprimere una qualificata direttamente alla Coppa e destinarne un’altra allo spareggio Europa / Oceania.
Alla Coppa del Mondo di rugby 2019 furono ammesse di diritto le dodici migliori squadre dell’edizione del 2015 (ovvero le prime tre classificate di ognuno dei quattro gironi della fase iniziale del torneo); per quanto riguarda le squadre europee tutto il Sei Nazioni più la Georgia erano automaticamente ammessi; le qualificazioni riguardarono quindi tutte le squadre delle prime tre divisioni dei campionati europei 2016-17 e 2017-18, esclusa come detto la Georgia, per un totale di 30 formazioni (nove della Conference 2, dieci della Conference 1, sei del Trofeo europeo e cinque dal Campionato europeo).
Le qualificazioni si basarono sui risultati della stagione 2016-17 delle tre divisioni più basse e di quella combinata 2016-17 e 2017-18 del campionato europeo, il vertice dei campionati di Rugby Europe.
Più nel dettaglio la migliore delle cinque squadre del campionato europeo era destinata alla qualificazione, mentre l'europea da destinare allo spareggio doveva emergere da una selezione che vedeva la seconda migliore del campionato europeo affrontare la squadra superstite di una serie di spareggi che iniziava da un play-off in cui si incontravano le vincitrici delle due divisioni inferiori in gara.
Vincitrice della classifica combinata avulsa del campionato europeo fu la Russia, beneficiata dal giudizio di World Rugby su alcuni illeciti regolamentari commessi da Romania e Spagna a causa dei quali furono privati della possibilità di continuare il percorso di qualificazione per via dei punti di penalizzazione subìti; seconda fu la Germania, che affrontò il Portogallo nell'ultima gara delle qualificazioni continentali per determinare la rappresentante europea allo spareggio contro l'Oceania.
Per la Russia si trattò della seconda qualificazione dopo quella alla Coppa del Mondo di rugby 2011; per la Germania invece della miglior prestazione in una qualificazione che mai l'aveva vista superare lo spareggio continentale.

## Criteri di qualificazione
Nel 2016 tutti i campionati internazionali di Rugby Europe assunsero cadenza stagionale abbandonando quella biennale; quindi si presero in considerazione, ai fini della qualificazione, le singole stagioni e non più le classifiche di sola andata come per i vecchi tornei in formato biennale.
Limitatamente alle Conference 2 (Nord e Sud) e 1 (Nord e Sud), rispettivamente sostituive delle vecchie 2.B e 2.A (quarta e terza divisione continentale), e al Trofeo europeo, sostituivo della divisione 1.B (seconda divisione continentale), fecero parte delle qualificazioni europee solo le edizioni 2016-17 di tali divisioni; per quanto riguarda il Campionato europeo, ovvero la vecchia divisione 1.A che assegnava il titolo continentale, fecero altresì parte delle qualificazioni europee entrambe le edizioni 2016-17 e 2017-18.
Tutte le squadre vincitrici nei turni a eliminazione accedettero al turno successivo, quelle perdenti furono eliminate.
- Primo turno (maggio 2017). Spareggio in gara unica tra la vincitrice della Conference 2 Nord 2016-17 e quella della Conference 2 Sud 2016-17[2].
- Secondo turno (maggio 2017). Spareggio in gara unica tra la vincitrice della Conference 1 Nord 2016-17 e quella della Conference 1 Sud 2016-17[2].
- Terzo turno (maggio 2017). Spareggio in gara unica tra la vincente del primo turno e quella del secondo turno, da disputarsi in casa della vincitrice dello spareggio di Conference 1[2].
- Quarto turno (novembre 2017). Spareggio in gara unica tra la squadra uscente dal terzo turno e la vincitrice del Trofeo europeo 2016-17[2].
- Quinto turno (febbraio 2017 — giugno 2018). La migliore della classifica avulsa combinata delle cinque squadre del Campionato europeo interessate alla qualificazione (esclusa quindi la Georgia, già qualificata alla Coppa del Mondo) si qualifica direttamente alla competizione; spareggio in gara unica tra la seconda di detta classifica e la qualificata del quarto turno per determinare la seconda europea, la quale disputa lo spareggio con la rappresentante dell'Oceania[2].

## Schema di qualificazione
| Preliminare | Primo turno                                        | Secondo turno                                      | Terzo turno | Quarto turno | Quinto turno                                                  | Qualificate |
| --- | -------------------------------------------------- | -------------------------------------------------- | --- | --- | ------------------------------------------------------------- | --- |
| Conference 1 Nord 2016-17 - Lituania - Lettonia - Lussemburgo - Rep. Ceca - Svezia Conference 1 Sud 2016-17 - Andorra - Cipro - Croazia - Israele - Malta Conference 2 Nord 2016-17 - Danimarca - Estonia - Finlandia - Norvegia - Ungheria Conference 2 Sud 2016-17 - Austria - Bosnia ed Erzegovina - Serbia - Slovenia - Turchia | - 1ª Conf. 2 Nord 2016-17 — 1ª Conf. 2 Sud 2016-17 | - 1ª Conf. 1 Nord 2016-17 — 1ª Conf. 1 Sud 2016-17 | - Qualif. 1º turno — Qualif. 2º turno Campionato europeo 2017 - Belgio - Germania - Romania - Russia - Spagna Trofeo europeo 2016-17 - Paesi Bassi - Polonia - Portogallo - Moldavia - Svizzera - Ucraina | - Qualif. 3º turno — 1ª tr. europ. 2016-17 Campionato europeo 2018 - Belgio - Germania - Romania - Russia - Spagna | - Qualif. 4º turno — 2ª class. aggr. campp. europei 2017-2018 | Qualificata direttamente: - 1ª class. aggr. campp. europei 2017-2018 Allo spareggio Europa/Oceania: - Qualif. 5º turno |

## Primo turno
Nel primo spareggio di eliminazione europea l'Ungheria batté la Bosnia ed Erzegovina al termine di un incontro equilibrato in cui i magiari prevalsero di soli due punti, 19 a 17.

| Arbitro: | Giuseppe Vivarini |

|                                  |      |                         |
| Suiogan 5’ tecnica 46’ Máthé 77’ | mt   | 8’ Glavaš 27’ Vehabović |
| Sacase 5’, 46’                   | tr   | 8’, 27’ Vehabović       |
|                                  | c.p. | 51’ Vehabović           |

### Esito del primo turno
- Ungheria: ammessa al terzo turno

## Secondo turno
Nello stesso giorno in cui si tenne lo spareggio del primo turno, si disputò anche quello relativo alla Conference 1 del torneo europeo.
Il risultato fu più netto, con un 48-14 a favore della Repubblica Ceca, vincitrice della conference Nord, su Malta, campione della Sud.
La gara servì anche come finale promozione al Trofeo Europeo, la seconda divisione continentale, della stagione successiva.

| Arbitro: | Thomas Charabas |

|                                                                              |      |                      |
| Pantůček 7’, 22’ Loutocký 19’ Calderoni 34’ Schutz 54’ Forst 80+8’ Havel 78’ | mt   | 24’ Watts 47’ Cassar |
| Forst 7’, 19’, 54’, 78’, 80+8’                                               | tr   | 24’, 47’ Morris      |
| Forst 65’                                                                    | c.p. |                      |

### Esito del secondo turno
- Rep. Ceca: ammessa al terzo turno

## Terzo turno
Una settimana dopo la disputa del primo e secondo turno, si tenne a Praga lo spareggio del terzo turno tra Rep. Ceca e Ungheria, e a prevalere furono i padroni di casa con un 47-19 maturato quasi interamente nel primo tempo (chiuso 33-12 per i cechi).
| Arbitro: | François Bouzac |

|                                                                      |    |                              |
| Soural 6’ Pantůček 9’, 75’ Loutocký 18’, 65’ Stejskal 26’ Schütz 29’ | mt | 12’, 39’ Stiglmayer 48’ Zair |
| Forst 6’, 9’, 18’, 29’, 65’, 75’                                     | tr | 18’, 48’ Sacase              |

### Esito del terzo turno
- Rep. Ceca: ammessa al quarto turno

## Quarto turno
Allo stadio nazionale di Lisbona si incontrarono Portogallo, vincitore del trofeo europeo 2016-17, e la Rep. Ceca, proveniente dal terzo turno di qualificazione.
L'incontro, che fu anche valido per il trofeo europeo 2017-18, fu vinto 45-12 dai lusitani, così ammessi allo spareggio europeo contro la seconda miglior classificata tra le nazioni in gara per la qualificazione partecipanti alla prima divisione del 2017 e del 2018.

| Arbitro: | Chris Ridley |

|                                                                       |      |                     |
| Appleton 4’, 63’ Ribeiro 23’ Medeiros 38’ Monteiro 70’ Côrte-Real 78’ | mt   | 6’ Kolarik 66’ Kent |
| Rodrigues 4’, 23’, 38’, 63’, 70’, 78’                                 | tr   | 66’ Kučera          |
| Rodrigues 3’                                                          | c.p. |                     |

### Esito del quarto turno
- Portogallo: qualificato allo spareggio europeo del quinto turno

## Quinto turno
La classifica combinata delle due edizioni di campionato europeo, il 2017 e il 2018, non teneva conto della Georgia, la quale era già qualificata alla Coppa del Mondo di rugby 2019.
La classifica fu stilata sui risultati delle altre cinque, e qualificata direttamente risultò la Romania e a seguire la Spagna, destinata a incontrare il Portogallo nello spareggio europeo.
Tuttavia Germania e Russia presentarono a Rugby Europe esposti contro le due citate federazioni per presunte irregolarità nella gestione di giocatori stranieri a loro dire inidonei per dette squadre nazionali.
Un comitato indipendente istituito all'uopo trovò irregolarità nell'utilizzo di giocatori stranieri nelle nazionali delle citate Romania e Spagna oltre che del Belgio e il 10 maggio 2018 provvide quindi a squalificarle di 5 punti per ogni incontro in cui furono impiegati stranieri in maniera non regolamentare (sentenza poi confermata in appello a inizio giugno 2018): per effetto di tali squalifiche la Russia divenne la migliore delle cinque candidate e fu ammessa direttamente alla Coppa del Mondo di rugby 2019; la Germania fu altresì ammessa allo spareggio contro il Portogallo per designare la squadra europea da destinare allo spareggio contro la rappresentante dell'Oceania.

### Classifica combinata campionati europei 2017 e 2018
| Pos | Squadra  | G | V | N | P | PF  | PS  | DP   | BMP | Pt  |
| --- | -------- | - | - | - | - | --- | --- | ---- | --- | --- |
| 1   | Russia   | 8 | 4 | 0 | 4 | 226 | 144 | +82  | 4   | 20  |
| 2   | Germania | 8 | 2 | 0 | 6 | 149 | 446 | −297 | 0   | 8   |
| 3   | Romania  | 8 | 6 | 0 | 2 | 296 | 126 | +170 | −25 | −1  |
| 4   | Spagna   | 8 | 6 | 0 | 2 | 217 | 94  | +123 | −38 | −14 |
| 5   | Belgio   | 8 | 2 | 0 | 6 | 179 | 257 | −78  | −27 | −19 |

### Spareggio europeo
A Heidelberg il Portogallo parve prendere il controllo delle operazioni fin dalle prime battute e ipotecare la qualificazione allo spareggio euro/oceaniano: dopo i tre punti iniziali del tedesco Parkinson, infatti, ribaltò la situazione con Rodrigues e chiuse in vantaggio il primo tempo 6-3; portatosi sul 13-3 con meta di Villax trasformata dal solito Rodrigues subì il ritorno della Germania che reagì con Els in meta (trasformata da Parkinson), e successivamente, al 64’, ancora con Parkinson dalla piazzola, che portò l’incontro in assoluta parità sul 13-13.
Nella guerra dei calci da tre punti ebbe la meglio la Germania che a otto minuti dalla fine, sempre con Parkinson, mise tra i pali una punizione concessa dall’arbitro inglese Foley per un fuorigioco portoghese su una maul e si portò sul 16-13 che poi fu il risultato finale con cui i tedeschi guadagnarono lo spareggio contro gli oceaniani di Samoa nella doppia gara del 30 giugno e 14 luglio successivi.
| Arbitro: | Tom Foley |

|                        |      |                    |
| Els 51’                | mt   | 48’ Villax         |
| Parkinson 51’          | tr   | 48’ Rodrigues      |
| Parkinson 6’, 64’, 72’ | c.p. | 24’, 29’ Rodrigues |

### Esito del quinto turno
- Russia: qualificata alla Coppa del Mondo come prima squadra europea
- Germania: allo spareggio Europa / Oceania

## Quadro generale delle qualificazioni
In grassetto le squadre qualificate al turno successivo
| Preliminare | Primo turno                       | Secondo turno       | Terzo turno | Quarto turno                                                                                     | Quinto turno            | Qualificate                                                                  |
| --- | --------------------------------- | ------------------- | --- | ------------------------------------------------------------------------------------------------ | ----------------------- | ---------------------------------------------------------------------------- |
| Conference 1 Nord 2016-17 - Rep. Ceca - Lituania - Lettonia - Svezia - Lussemburgo Conference 1 Sud 2016-17 - Malta - Israele - Croazia - Andorra - Cipro Conference 2 Nord 2016-17 - Ungheria - Danimarca - Norvegia - Finlandia - Estonia Conference 2 Sud 2016-17 - Bosnia ed Erzegovina - Austria - Slovenia - Serbia | - Ungheria — Bosnia ed Erzegovina | - Rep. Ceca — Malta | - Rep. Ceca — Ungheria Campionato europeo 2017 - Russia - Germania - Romania - Spagna - Belgio Trofeo europeo 2016-17 - Portogallo - Paesi Bassi - Svizzera - Polonia - Moldavia - Ucraina | - Portogallo — Rep. Ceca Campionato europeo 2018 - Russia - Germania - Belgio - Spagna - Romania | - Germania — Portogallo | Qualificata direttamente: - Russia Allo spareggio Europa/Oceania: - Germania |